# Nordertredingen

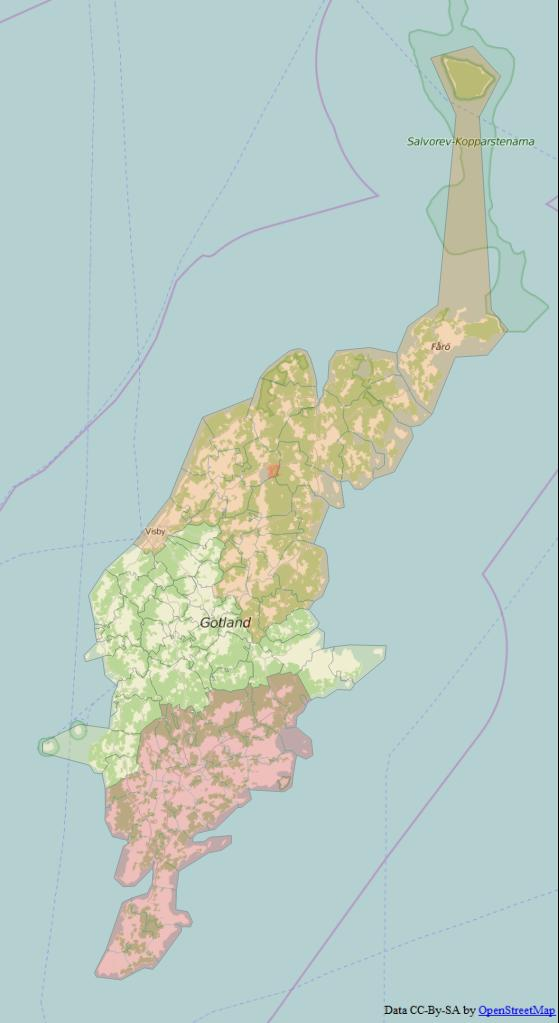
Gotlands tredingar

Nordertredingen, norra tredjedelen, historiskt även kallat Nordret, är en av de tre tredingar som Gotland traditionellt brukar indelas i. Gotlands enda större tätort, Visby, är belägen i Nordertredingens sydvästra arm.
Nordertredingen och de andra två tredingarna nämns redan i Gutasagan. Under medeltiden fungerade de som prosterier i den kyrkliga organisationen, idag kallade kontrakt.
Nordertredingen omfattar 30 socknar. Samtliga har bevarade medeltida sockenkyrkor. Efter församlingssammanslagningar är dock inte längre samtliga socknar egna församlingar inom Svenska kyrkan.
Nordertredingen består av två settingar, Bro setting i väster och Rute setting i öster. När Gotland indelades i härader 1681 fördes Kräklinge setting i Medeltredingen tillsammans med Nordertredingen till Gotlands norra härad.